# Charles Delac
Charles Delac (* 2. Juli 1879 in Mascara, Französisch-Algerien als Chaloum Ben Delak; † 10. Januar 1965 in Paris) war ein algerischstämmiger, französischer Filmfirmenmanager und Filmproduzent.

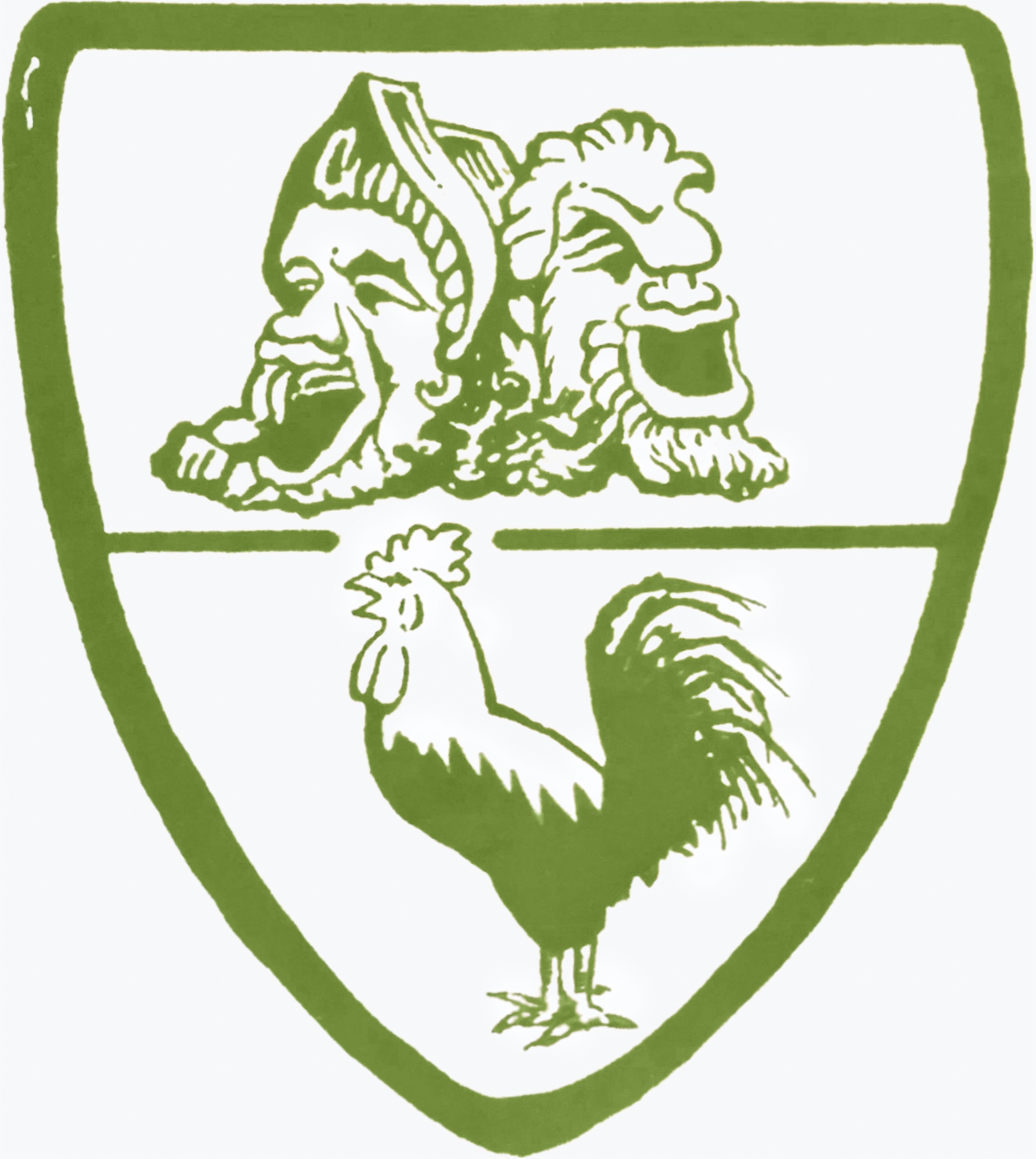
Firmenlogo Le Film d’Art der Inhaber Charles Delac und Marcel Vandal

## Leben und Wirken
Der gebürtige Algerier Charles Delac kam früh ins Mutterland der damaligen Kolonie, nach Frankreich, wo er in Paris am Institut national agronomique studierte. Rasch begann er sich für Kameratechnik und Filmherstellung zu interessieren und wechselte 1911 an der Seite von Marcel Vandal in die Leitung von “Le Film d’Art”, eine Produktionsfirma, die unter anderem für literarische Qualitätsfilme wie Menschen unter Menschen stand. Im Ersten Weltkrieg eingezogen, wurde Delac von Juli 1916 bis März 1919 als Chef der Foto- und Filmabteilung der Ostarmee eingesetzt und bereiste in diesem Zusammenhang nach Serbien, Mazedonien, zum Berg Athos und nach Albanien. Im April 1917 wurde er vorübergehend zum Sous-Lieutenant (Unterleutnant) befördert, am 28. Dezember 1918 zum Ritter der Ehrenlegion ernannt und erhielt außerdem das Croix de Guerre. Am 17. August 1919 wurde Delac ständiger Sous-Lieutenant, 1922 Leutnant und 1928 endgültig aus der Armee entlassen.
Zu diesem Zeitpunkt befand sich Delac de facto längst wieder im Zivilleben und leitete von 1919 bis 1937 gemeinsam Vandal die Produktionsfirma „Delac, Vandal et Cie“. Von 1928 bis 1936 war er außerdem Präsident der „Chambre syndicale de la cinématographie“ und betätigte sich von Beginn an als Propagandist französischen Filmguts im Ausland (etwa in Deutschland), engagierte sich aber auch in zahlreichen anderen Problemen des französischen Filmschaffens. Delac und Vandal stellten in ihren produktivsten Jahren als persönlich verantwortliche Produzenten unter dem Signum „Les Films Marcel Vandal Charles Delac“ eine Fülle von Unterhaltungsfilmen her, bevorzugt mit Julien Duvivier als Regisseur. Mit Beginn der 1930er Jahre gründete Vandal mit Delac in Berlin die kurzlebige deutsche Dependance Marcel Vandal & Charles Delac Tonfilmproduktion GmbH und setzte mit den Regiegrößen Luis Trenker und Wilhelm Thiele die deutschen wie französischen Versionen von Madame hat Ausgang, Berge in Flammen und Der Ball um. Im selben Jahr (1931) erhielt Marcel Vandal das Kreuz der Ehrenlegion. Nachdem Vandal 1934 aus der aktiven Filmherstellung ausgestiegen war, schränkte auch Delac seine Arbeit als Produzent massiv en. Er widmete sich fortan überwiegend seine Funktionärsarbeit. 1938 wurde Charles Delac, der zwei Jahre zuvor die “Film d’Art” an den Regisseur und Produktionskollegen Henri Diamant-Berger verkauft hatte, zum Kommandanten der Ehrenlegion befördert. 1948 wurde er Präsident der von ihm erworbenen Firma Films Marceau, betreute aber kaum mehr persönlich Filme als Produzent.

## Filmografie
- 1912: Die Kameliendame (La dame aux camélias)
- 1919: Travail
- 1922: Madame Beudets sonniges Lächeln (La Souriante Madame Beudet)
- 1923: Geächtet. Schmerzensweg einer Mutter (La porteuse de Pain)
- 1923: Ein Glückskind (Le secret de Polichinelle)
- 1924: Die Kinder von Montmartre (Paris)
- 1925: Le Calvaire de Dona Pia
- 1925: Dr. Knock
- 1926: Graziella (auch Regie)
- 1926: Pech muss der Mensch haben (Le bouif errant)
- 1926: Der Mann mit den 100 PS (L’Homme à l’hispano)
- 1927: Le Sous-marin de Crystal (auch Regie)
- 1927: Fleur d’amour (auch Regie)
- 1927: Le Mystère de la tour Eiffel
- 1928: Im Taumel von Paris (Le Tourbillon de Paris)
- 1928: Die reichste Frau der Welt (L’eau du Nil) (auch Regie)
- 1929: Irene Rysbergues große Liebe (Maman Colibri)
- 1929: Die Insel der Verschollenen (La Divine croisière)
- 1929: Das Paradies der Damen (Au Bonheur des Dames)
- 1930: David Golder
- 1930: Fra Diavolo
- 1931: Madame hat Ausgang
- 1931: Berge in Flammen
- 1931: Der Ball
- 1932: Die fünf verfluchten Gentlemen
- 1932: L’amoureuse aventure
- 1932: Karottenkopf (Poil de carotte)
- 1933: Maigret – Um eines Mannes Kopf (La Tête d’un homme)
- 1933: Der kleine König (Le Petit roi)
- 1933: L’Homme à l’Hispano
- 1934: Die Schloßherrin vom Libanon (La Châtelaine du Liban)
- 1934: Le Paquebot Tenacity
- 1951: Wir brauchen einen Mann (Le désir et l’amour)
- 1954: J'y suis... j'y reste
- 1955: Die Schwindler (Il bidone)
- 1961: Das Mädchen mit dem leichten Gepäck (La ragazza con la valigia)
- 1964: I Quattro moschettieri